# Дузе, Элеонора
Элеоно́ра Ду́зе (итал. Eleonora Duse; 1858, Виджевано, Италия — 1924, Питтсбург, США) — всемирно известная итальянская актриса, обладательница прозвища «Божественная» (итал. la Divina). Наряду с Сарой Бернар считалась величайшей театральной актрисой своего времени.

## Биография
Родилась в актёрской семье армянского происхождения. Её дед Луиджи Дузе (Дузян, Дюзян) был основателем театра Гарибальди в Падуе. В четырёхлетнем возрасте начала играть в труппе своих родителей, ездила с ними по городам Италии. Её первым серьёзным успехом было исполнение главной роли в драме Золя «Тереза Ракен» (1879).
В 1881—1883 гг. состояла в браке с актёром Тебальдо Маркетти (1844—1918), выступавшим под псевдонимом Кекки (Checchi); родила дочь. Много общалась с представителями скапильятуры. В 1886 году создала собственную театральную компанию и к 30-ти годам стала самой известной актрисой Италии.
Играла в пьесах Дюма-сына («Дама с камелиями»), Сарду, Ибсена («Гедда Габлер», «Кукольный дом» и др.), Зудермана, Метерлинка («Монна Ванна»). Арриго Бойто, с которым актриса была в тайной связи, перевёл для неё «Антония и Клеопатру» Шекспира.
После 1890 года выступала в основном за пределами Италии, по большей части во Франции. Успешно гастролировала в США, Южной Америке, Российской империи (1891—1892, 1908). В начале 1890-х гг. состояла в связи с русским художником Александром Волковым и одно время жила в его палаццо на Гранд-канале; их любовная переписка опубликована.
В 1895—1904 годах была близка с Габриеле Д’Аннунцио, который вывел её в романе «Пламя» (1900). Актриса разорвала эту связь, когда писатель предложил играть Анну во французской премьере драмы «Мёртвый город» её многолетней сопернице Саре Бернар. В 1905 году сыграла в Париже Василису в драме Горького «На дне».
В 1908 году Дузе оставила театр. После этого в течение двух лет жила во Флоренции с итальянской феминисткой Линой Полетти. Единственный раз актриса снялась в кино в фильме Артуро Амброзио «Пепел» (1916) по одноимённому роману Грации Деледды. Переговоры о совместной работе с Дэвидом Гриффитом закончились ничем. В 1920 году обосновалась в Азоло (провинция Тревизо).
Дузе вернулась на сцену в 1921 году. Даже поседев и постарев, играла без грима и без парика. Минимальное использование грима (скрывающего тонкости мимики) было совершенно нехарактерным для театра её времени. Современники отмечали богатство её интонаций, усложнённую пластику рук. По характеристике Большой российской энциклопедии:
Простота, человечность, обаятельная женственность нередко сочетались в героинях Дузе с душевным надломом, ощущением непрочности жизненных устоев, неудовлетворённостью настоящим и страхом перед будущим, острым чувством одиночества. Исполнение Дузе отличалось виртуозной техникой. Длительная работа над каждой ролью не была заметна зрителям; игра казалась вдохновенной импровизацией.
Покинула Италию после прихода к власти фашистов (1922). Скончалась от воспаления лёгких во время гастролей, промокнув и простыв под дождём (у неё вообще были слабые лёгкие). Похоронена в Азоло. Многие её личные вещи были переданы дочерью в распоряжение местного краеведческого музея. Остальная часть архива Дузе хранится в фонде Чини на острове Сан-Джорджо-Маджоре.

## Известность и влияние
Слава Дузе была всемирной. Её искусство высоко ценили Антон Чехов, Константин Станиславский, Бернард Шоу, Чарли Чаплин. Американская поэтесса Сара Тисдейл свою первую книгу (1907) назвала «Сонеты к Дузе и другие поэмы». В июле 1923 года Дузе стала первой женщиной, чей портрет украсил обложку журнала Тайм. Она оказала большое влияние на Марту Грэм.
Биография актрисы, написанная австрийским прозаиком Эмилем Райнхардтом (1928), была переведена на английский, французский, итальянский, португальский, польский, латышский языки, выдержала 15 изданий. Театры в нескольких городах Италии (Болонья и др.) носят имя Элеоноры Дузе. В 1953 году Луиджи Коменчини включил архивные кадры с Элеонорой Дузе в свой фильм La Valigia dei sogni. Сценические костюмы актрисы, отреставрированные итальянским модельером Фаусто Сарли, выставлены в музеях по всему миру.

Дузе на портретах известных художников
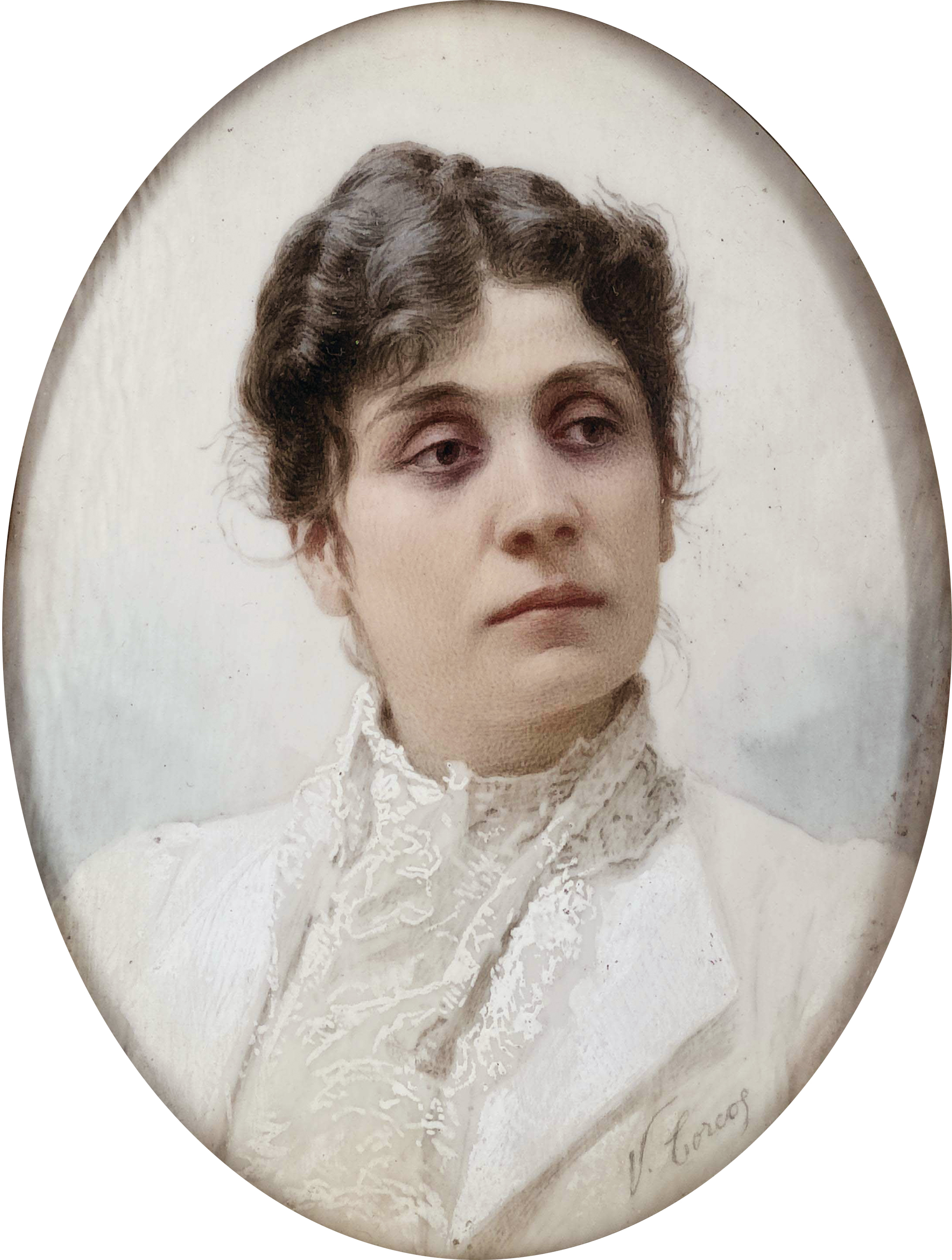
Витторио Маттео Коркос
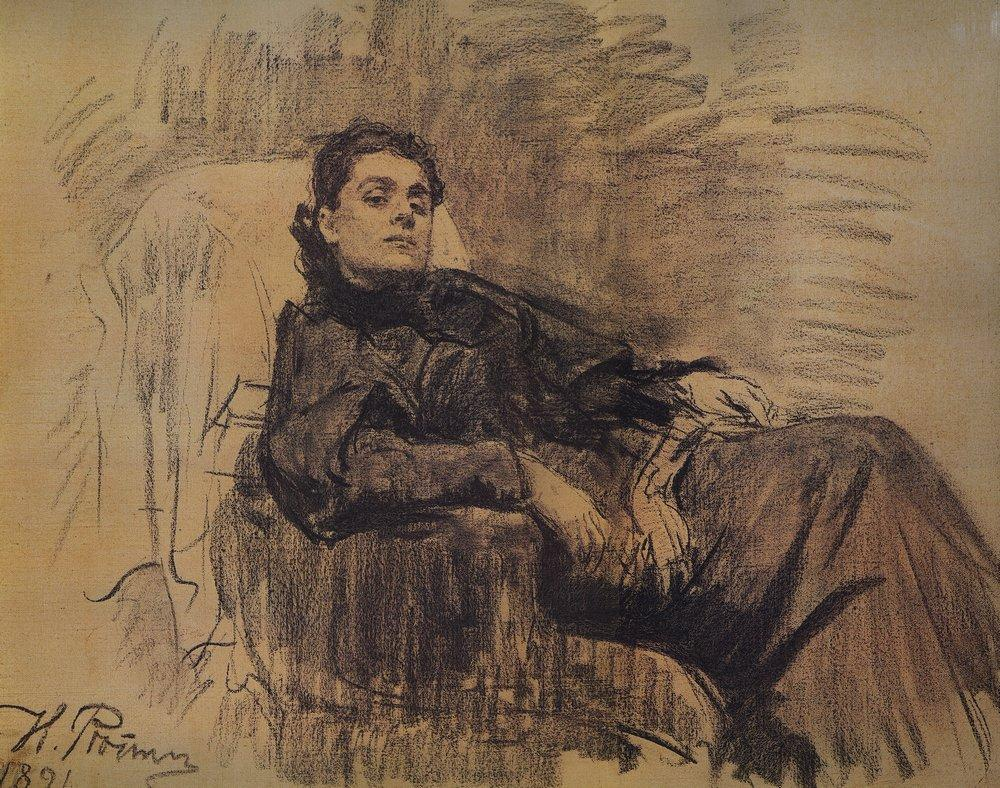
Илья Репин (1891)
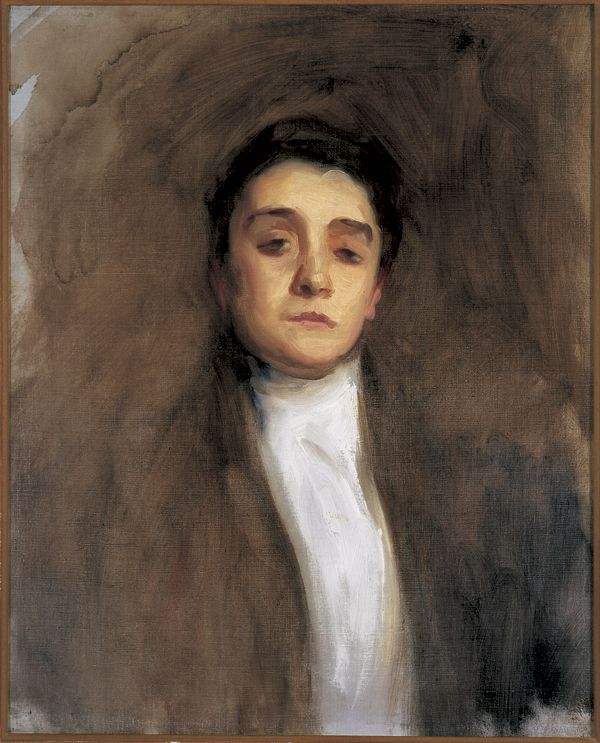
Джон Сарджент (1893)
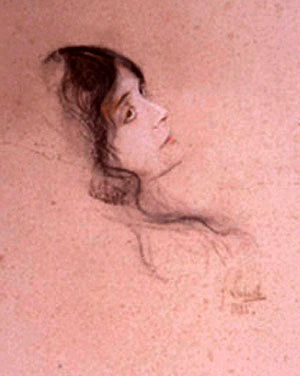
Франц фон Ленбах

В 2015 году Гамбургский балет поставил балет «Дузе» Джона Ноймайера, на музыку Бенджамина Бриттена и Арво Пярта. Главную партию исполнила Алессандра Ферри.
Дузе по сей день считается одной из величайших актрис всех времен; в частности, критик Герман Бар назвал её «величайшей актрисой».
Именем Элеоноры Дузе в 1974 году был назван 30-километровый кратер на Венере.